# Рзуга Юсеф
Юсеф Рзуга (араб. يوسف رزوقة; *) — поет та прозаїк.
Народився у 21 березня 1957 році у місті Ксур-ес-Сеф, Туніс.
Ініціатор ритмів «Схід/Захід» через використання арабських метрик у французькій поезії. Пише арабською, французькою, англійською та іспанською мовами. Учасник багатьох міжнародних поетичних фестивалів (Москва, Ірак, Югославія, Алжир, Йорданія, Італія, Лівія)
У минулому — головний редактор туніського журналу «Аш-шіар» / Поезія(1982—1987 рр.).
На теперішній час працює головним редактором літературної газети (додаток до «Ас-сахафа»: ПРЕССА).

## Вибрані твори
Автор збірників віршів:

### Арабською мовою
- Виміряю тебе своїми печалями (1978)
- Програма троянди (1984)
- Вовк у словах (1998)
- Країна в двох руках (2001)
- Історія двокисневої квітки (2001)
- Непередбачене положення (2002)
- Збірник віршів (частина I) (2003)
- Йогана (2004)
- Метелик і динамит (2004)
- Приземельний нуль (2005)

### Французькою мовою
- Павутина (2005)
- Йоталія (2005)
- Тисяча і одна поема (2005)
- Французький сад (2005)

## Переклади

### З арабської мови на російську
(в книзі «Поети північної Африки», 1986)
- Марія Морська (переклад Лариси Румарчук)
- Бейрутська герника (переклад Тетяни Глушкової)
- Відкрий вікно (переклад Лариси Румарчук)

### З арабскої мови на іспанську
- Zona cero (переклад Рози Мартінез)

### З арабскої мови на французьку
- L'image a vieilli (переклад Жана Фонтена)
- Poèmes (переклад Хеді Хеліл)

### З арабскої мови на англійську
- Two hells in the heart (переклад Х. Кріш)
- Pacem in terris (переклад Х. Кріш)

## Премії та нагороди
- Лауреат багатьох літературних туніських премій
- Міжнародна премія в Йорданії за видавні роботи в області літератури (2004)
- Лауреат кількох національних літературних премій (2005)
- Єгипетська нагорода «Збірник віршів арабських поетів» (2005)